# تندیس (فیلم ۱۹۷۱)
تندیس (انگلیسی: The Statue) فیلمی است که در سال ۱۹۷۱ منتشر شد. از بازیگران آن می‌توان به دیوید نیون، ویرنا لیزی، و رابرت وان اشاره کرد.